# Frederick Zeuthen
Frederick Zeuthen (Copenaghen, 1888 – Copenaghen, 1959) è stato un economista e matematico danese.
I suoi studi si concentrarono sui problemi delle forme di mercato e l'equilibrio economico.
La sua visione dell'economia del benessere influenzò l'economista italiano Federico Caffè, che curò anche l'edizione italiana del suo libro Scienza e benessere nella politica economica e a cui diede grande rilevanza nelle sue lezioni di politica economica.

## Opere
- 1933 - Il principio della scarsità
- 1930 - I problemi del monopolio e della guerra economica
- 1961 - Scienza e benessere nella politica economica, Boringhieri, Torino.